# Tom Stallard
Pour les articles homonymes, voir Stallard.
Tom Stallard, né le 11 septembre 1978 à Westminster, est un rameur britannique. Il participe aux Jeux olympiques d'été de 2008 et remporte la médaille d'argent dans l'épreuve du huit masculin. Depuis sa retraite sportive, il travaille comme ingénieur pour l'écurie de Formule 1 McLaren.

## Biographie
Étudiant à Cambridge, Tom Stallard poursuit des études d'ingénieur automobile et y devient obsédé d'aviron. Athlète olympique aux Jeux d'Athènes en 2004 dans le huit hommes britannique, son embarcation termine neuvième et dernière du tournoi olympique. Ne souhaitant pas rester sur cette déception, il s'engage sur une nouvelle olympiade et remporte une médaille d'argent en huit hommes aux Jeux de Pékin en 2008. Il prend immédiatement après les Jeux sa retraite sportive à l'âge de 30 ans et devient ingénieur de performance pour l'écurie britannique de Formule 1 McLaren,.
En 2014, il est promu comme ingénieur de course dans le cadre de la restructuration de McLaren Racing par Eric Boullier,, il travaille d'abord auprès de l'expérimenté pilote Jenson Button puis auprès de Stoffel Vandoorne. En 2017, l'ingénieur et le pilote vont une course d'aviron lors du Grand Prix du Canada. L'écurie l'utilise régulièrement pour réaliser des opérations de communication auprès des médias britanniques, il devient l'ingénieur de course de Carlos Sainz Jr cette même année, puis de Daniel Ricciardo en 2021. Depuis 2023, il est l'ingénieur de course d'Oscar Piastri.

## Palmarès
Jeux olympiques
- Jeux olympiques de 2008 à Pékin,  Chine
  -  Médaille d'argent